# Acalypha oligodonta
Acalypha oligodonta är en törelväxtart som beskrevs av Johannes Müller Argoviensis. Acalypha oligodonta ingår i släktet akalyfor, och familjen törelväxter. Inga underarter finns listade i Catalogue of Life.